# Klejówka plamista

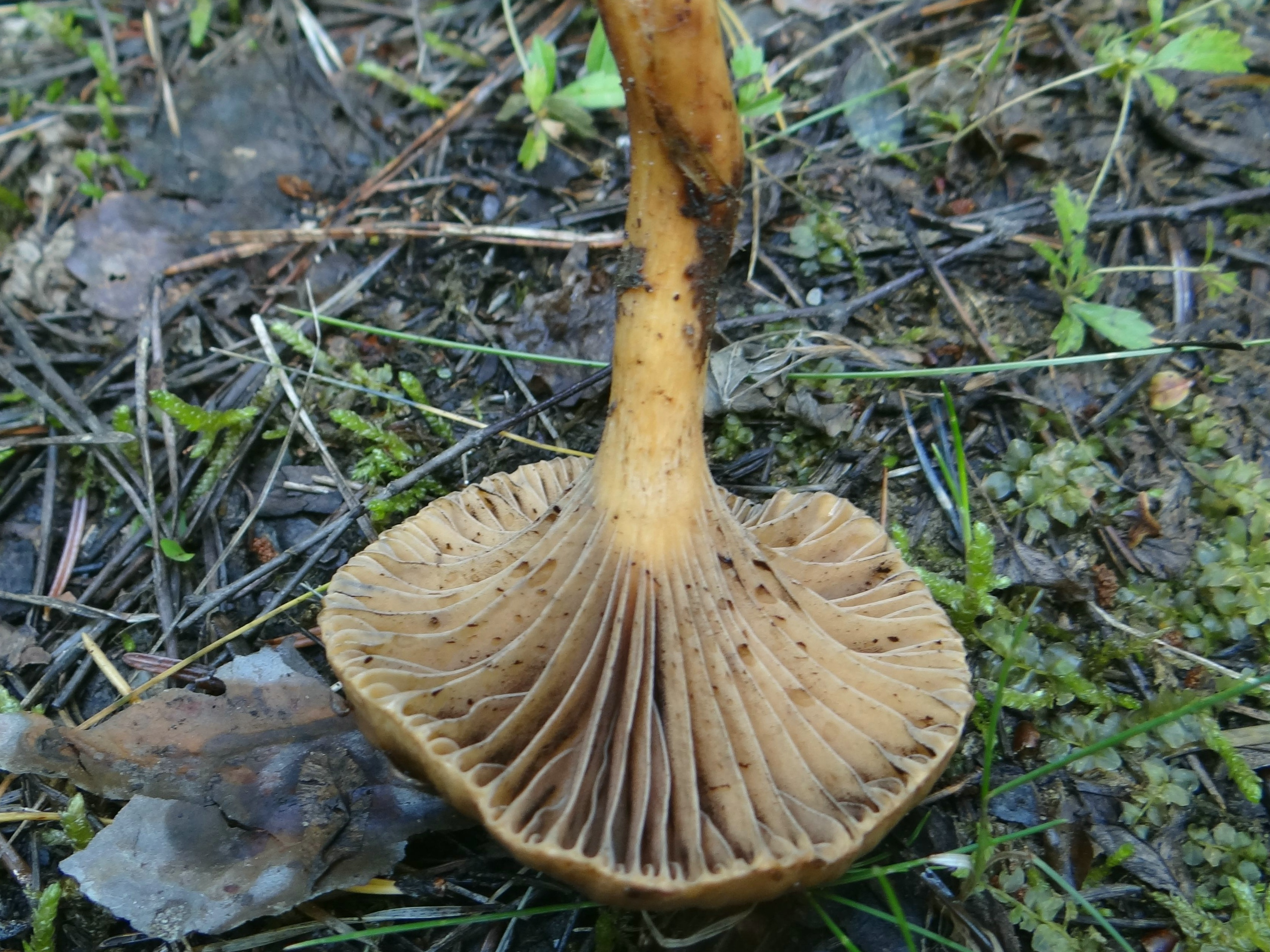
Czarniawe plamy na blaszkach i trzonie

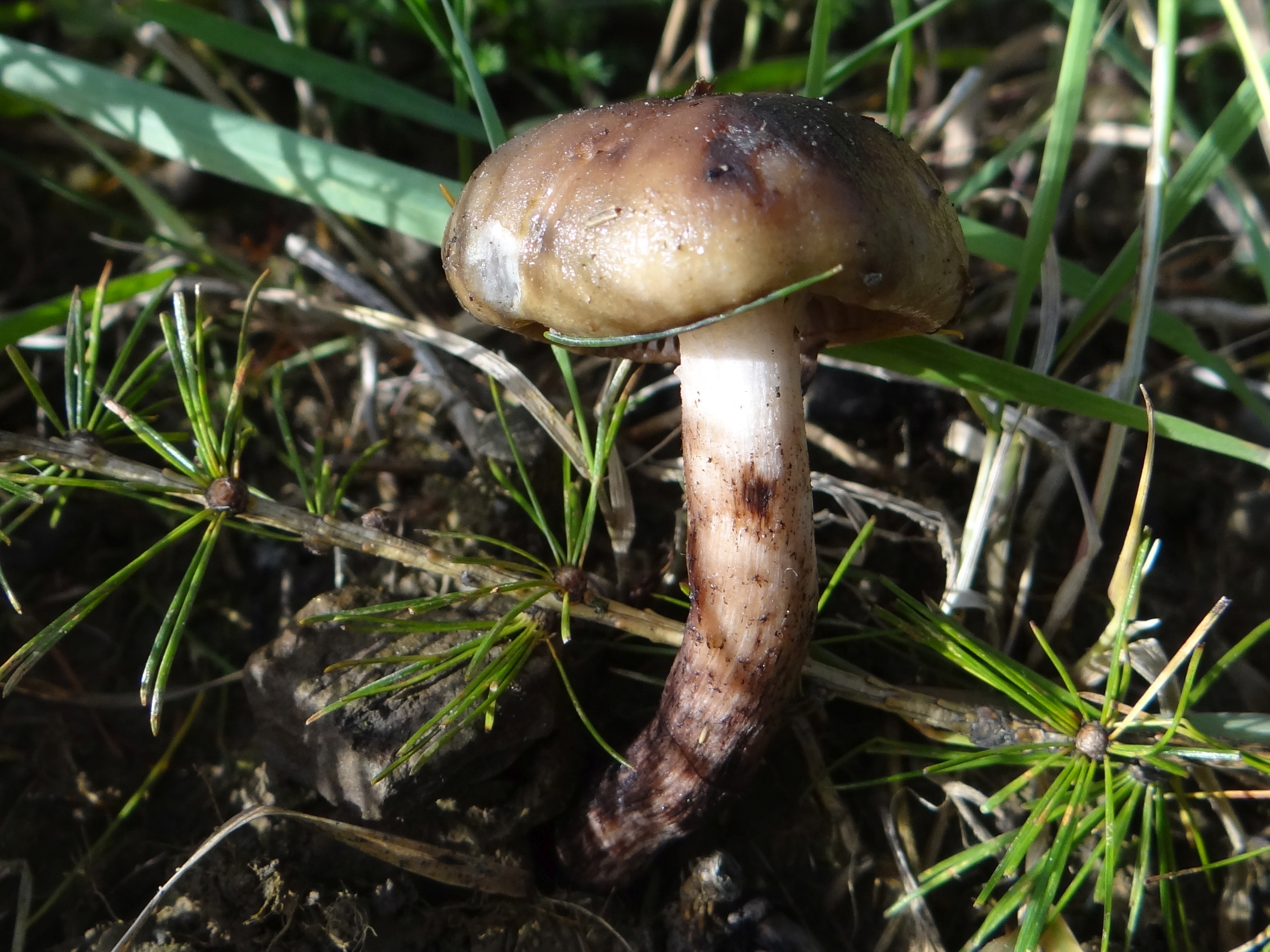

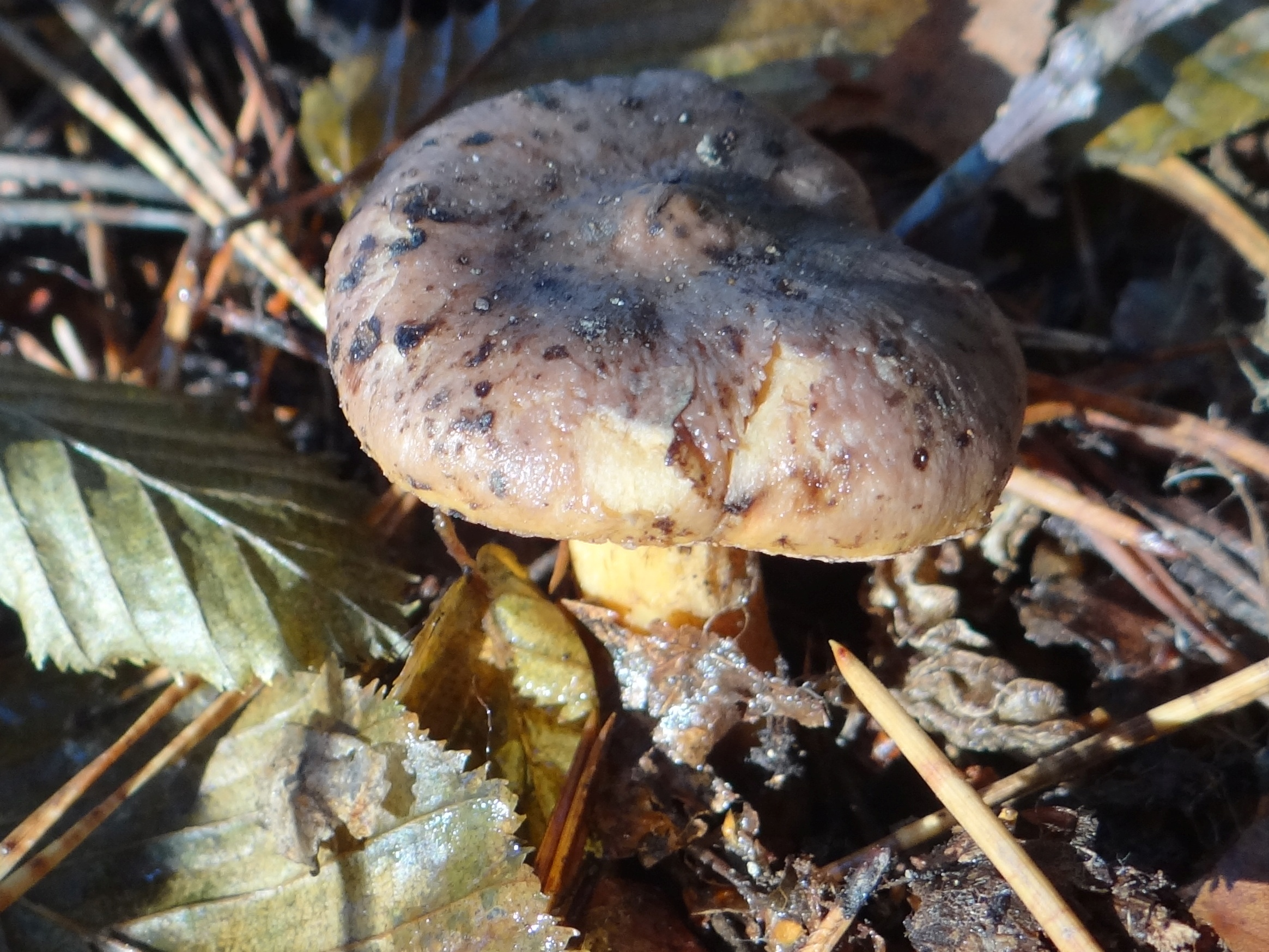

Klejówka plamista (Gomphidius maculatus (Scop.) Fr.) – gatunek grzybów należący do rodziny klejówkowatych (Gomphidiaceae)>.

## Systematyka i nazewnictwo
Pozycja w klasyfikacji według Index Fungorum: Gomphidius, Gomphidiaceae, Boletales, Agaricomycetidae, Agaricomycetes, Agaricomycotina, Basidiomycota, Fungi.
Po raz pierwszy takson ten zdiagnozował w 1772 r. Giovanni Antonio Scopoli, nadając mu nazwę Agaricus maculatus. Obecną, uznaną przez Index Fungorum nazwę nadał mu w 1838 r. Fries, przenosząc go do rodzaju Gomphidius. Niektóre synonimy nazwy naukowej:

- Agaricus maculatus Scop. 1772
- Agaricus maculatus Scop. 1772 var. maculatus
- Gomphidius furcatus Peck 1899
- Gomphidius gracilis Berk. 1854
- Gomphidius maculatus var. cookei Massee 1892
- Gomphidius maculatus var. furcatus (Peck) Singer 1949
- Gomphidius maculatus (Scop.) Fr. 1838 var. maculatus
- Leucogomphidius maculatus (Scop.) Kotl. & Pouzar 1972
- Paxillus gracilis (Berk.) Quél. 1880

Nazwę polską podała Alina Skirgiełło w 1960 r.

## Morfologia
Kapelusz
Średnica 2–8 cm, u młodych owocników łukowaty z podwiniętym brzegiem, u starszych płaski, w końcu wklęsły na środku. Czasami posiada tępy garb. Powierzchnia początkowo biaława, później różowawa, w końcu mięsnobrązowawa z dużymi czarnymi plamami. Zazwyczaj jest śliski, tylko podczas długotrwałej suchej pogody nieco lepki.
Blaszki
Rzadkie, zbiegające na trzon. Początkowo siwoczarne. Po uszkodzeniu zmieniają kolor na czerwonawy, rdzawobrązowy, z czasem czernieją.
Trzon
Wysokość 5–9 cm, grubość 1–1,5 cm, walcowaty, najcieńszy u podstawy. Jest pełny, zazwyczaj zakrzywiony. Powierzchnia biaława, w górnej części pokryta dużymi plamami w kolorze od purpurowego do czarniawego. Są to plamy po wydzielanej z blaszek zaschniętej cieczy o bursztynowym kolorze. Podstawa żółta.
Miąższ
Biały, po uszkodzeniu różowiejący, a później czerwieniejący. Smak i zapach słaby.
Wysyp zarodników
Czarny
Cechy mikroskopowe
Zarodniki gładkie o rozmiarach 18–23 × 6–9 μm.
Gatunki podobne
- klejek alpejski (Chroogomphus helveticus). Nie jest śliski i ma owocnik pomarańczowobrązowy do różowofioletowego bez plam[4].
- klejek czerwonawy (Chroogomphus rutilus) nie jest śliski i ma czerwonobrązowy kapelusz. Brak plam[4].

## Występowanie i siedlisko
Opisano występowanie tego gatunku w Europie, Ameryce Północnej, Japonii i Nowej Zelandii. W Polsce gatunek rzadki. Znajduje się na Czerwonej liście roślin i grzybów Polski. Ma status R – potencjalnie zagrożony z powodu ograniczonego zasięgu geograficznego i małych obszarów siedliskowych. Znajduje się na listach gatunków zagrożonych także w Niemczech, Danii, Estonii, Holandii.
Naziemny grzyb mykoryzowy. Rośnie w lasach, szczególnie górskich, na ziemi, głównie pod modrzewiami. Owocniki wytwarza od lipca do października.

## Znaczenie
Według niektórych atlasów grzybów wszystkie klejówki to grzyby jadalne.